# Joaquim José Inácio, Tử tước Inhaúma
Joaquim José Inácio, Tử tước của Inhaúma (tiếng Bồ Đào Nha: [iɲaũmɐ], 1 tháng 8 năm 1808 - 8 tháng 3 năm 1869) là một sĩ quan hải quân, chính trị gia và chế độ quân chủ của đế quốc Brasil. Ông được sinh ra ở Vương quốc Bồ Đào Nha, và gia đình ông chuyển đến Braxin hai năm sau đó. Sau khi nền độc lập của Brasil năm 1822, Inhaúma gia nhập hải quân Brazil. Đầu sự nghiệp của ông trong nửa sau của những năm 1820, ông đã tham gia vào cuộc nổi dậy của những cuộc nổi dậy ly khai: đầu tiên là Liên minh đường xích đạo, và sau đó là Chiến tranh Cisplatine, kết thúc một cuộc xung đột vũ trang kéo dài với các tỉnh thuộc Sông Plate.
Trong suốt sự hỗn loạn mà đặc trưng của những năm khi Hoàng đế Dom Pedro II là một trẻ vị thành niên, Inhaúma vẫn trung thành với chính phủ. Ông đã giúp dập tắt một cuộc nổi dậy quân đội vào năm 1831 và đã tham gia vào việc trấn áp một số cuộc nổi loạn khác bùng phát trong thời kỳ khó khăn đó. Ông nhìn thấy hành động trong Sabinada giữa năm 1837 và năm 1838, tiếp theo là cuộc chiến tranh Ragamuffin từ năm 1840 đến năm 1844. Năm 1849, sau khi trải qua hai năm ở Anh, Inhaúma được chỉ huy đội tàu có nhiệm vụ chinh phục cuộc nổi dậy của Praieira, cuộc nổi loạn ở đế quốc Brasil.
Trong những năm 1850, Inhaúma đã nắm giữ một loạt các vị trí quan liêu. Ông gia nhập chính trị năm 1861 với tư cách là thành viên của Đảng Bảo thủ. Ông trở thành một thành viên nội các và được trao vị trí của bộ trưởng hải quân. Inhaúma cũng trở thành người đầu tiên giữ danh mục đầu tư của Bộ Nông nghiệp, mặc dù một thời gian ngắn. Đội cứu hỏa chuyên nghiệp đầu tiên ở Braxin được thành lập trong nhiệm kỳ làm bộ trưởng nông nghiệp. Vào cuối năm 1866, Inhaúma được chỉ định làm tổng tư lệnh của đội tàu tham gia vào cuộc chiến tranh Paraguay. Trong cuộc chiến, ông đạt được cấp bậc của đô đốc, cao nhất trong đội quân của Brazil. Ông cũng được trao một danh hiệu cao quý, cuối cùng được nâng lên từ baron để viscount. Năm 1868, ông được bầu vào Hạ viện Lập pháp Quốc gia, nhưng chưa bao giờ chiếm giữ chức vụ.
Mặc dù ông đã thành công trong việc điều tra các hoạt động của mình trong cuộc chiến chống lại Paraguay, sự lãnh đạo của Inhaúma đã bị cản trở bởi hành vi lưỡng lự và trì hoãn của ông. Trong khi chỉ huy tại vùng chiến sự, ông trở nên tinh thần cạn kiệt và mắc một căn bệnh lạ. Ốm nặng, Inhaúma trở lại thủ đô của quốc gia vào đầu năm 1869 và chết ngay sau đó. Mặc dù các tác phẩm lịch sử đã không đề cập nhiều đến Inhaúma, một số sử gia coi ông là một trong số những sĩ quan hải quân lớn nhất của Brazil.

## Tiểu sử

### Thiếu thời
Joaquim José Inácio sinh ra ở Lisbon, Bồ Đào Nha. Mặc dù ngày ghi trên giấy khai sinh của ông là ngày 30 tháng 7 năm 1808, mẹ ông tuyên bố ngày sinh chính xác là hai ngày sau đó, vào ngày 1 tháng 8. Cá nhân ông khẳng định rằng ngày sau đó là chính xác,  cũng như em trai của ông, người đã là người viết tiểu sử của ông. Một số nhà viết tiểu sử, bao gồm Joaquim Manuel de Macedo  và Carlos Guilherme Haring, vẫn kiên trì trích dẫn ngày ghi trên giấy khai sinh.
Cha mẹ của Joaquim Inácio là José Vitorino de Barros và Maria Isabel de Barros. Năm 1808, gia đình Hoàng gia Bồ Đào Nha chuyển đến thuộc địa Brazil, sau đó thuộc địa lớn nhất và giàu có nhất của Bồ Đào Nha. Hai năm sau, vào ngày 10 tháng 7 năm 1810, José de Barros đến thủ đô của Brazil, Rio de Janeiro. Là một thành viên thủy thủ đoàn trên tàu frigate D. Carlota, ông được giao nhiệm vụ vận chuyển những gì còn lại của tài sản cá nhân của Hoàng tử Regent Dom João, sau đó là Vua Dom João VI ở Brazil. José de Barros cũng đã đưa gia đình mình lên chuyến đi, bao gồm cả Joaquim Inácio, người đó đã được một năm và tám tháng tuổi. Joaquim Inácio có một chị gái tên là Maria  và 6 anh chị em ruột (sinh sau khi đến Brazil), trong đó có Bento José de Carvalho và Antônio José Vitorino de Barros.
Như thường lệ, Joaquim Inácio bắt đầu học ở nhà và sau đó ghi danh vào Seminário de São José (trường Saint Joseph) và sau đó là Seminário São Joaquim (Trường Saint Joachim), trường đã trở thành trường Pedro II năm 1837. Các giáo viên của ông bao gồm Januário da Cunha Barbosa, người sau này trở thành một trong những nhân vật hàng đầu trong phong trào độc lập của Brazil. Joaquim Inácio đã chọn theo cha mình, một viên sĩ quan hải quân đã đạt được thứ nhì trong sự lựa chọn của mình về nghề nghiệp [10]. Vào ngày 20 tháng 11 năm 1822 khi mới 14 tuổi, Joaquim Inácio được nhận vào làm sĩ quan thủy thủ tham gia tàu hải quân hoặc hạm đội hải quân tại Học viện Hải quân. Vào ngày 11 tháng 12 năm 1823, ông tốt nghiệp khoa học, chuyên ngành toán học, với cấp bậc guarda-marinha (trung du). Như ông đã có trong các nghiên cứu trước đây tại các trường học khác, Joaquim Inácio đã chứng tỏ là một sinh viên xuất sắc. Trong số các đồng nghiệp của ông tại Học viện là Francisco Manuel Barroso da Silva (sau này là Baron of Amazonas), người mà ông đã kết bạn. 